# Litvánia a 2018. évi téli olimpiai játékokon
Litvánia a dél-koreai Phjongcshangban megrendezett 2018. évi téli olimpiai játékok egyik részt vevő nemzete volt. Az országot az olimpián 3 sportágban 9 sportoló képviselte, akik érmet nem szereztek.

## Alpesisí
Férfi
| Versenyző       | Versenyszám      | 1. futam | 1. futam | 2. futam | 2. futam | Összesítés | Összesítés |
| Versenyző       | Versenyszám      | Idő      | Hely.    | Idő      | Hely.    | Idő        | Helyezés   |
| --------------- | ---------------- | -------- | -------- | -------- | -------- | ---------- | ---------- |
| Andrej Drukarov | Óriás-műlesiklás | 1:19,98  | 68.      | 1:18,21  | 57.      | 2:38,19    | 59.        |
| Andrej Drukarov | Műlesiklás       | 59,40    | 47.      | 1:07,77  | 42.      | 2:07,17    | 41.        |

Női
| Versenyző           | Versenyszám      | 1. futam | 1. futam | 2. futam | 2. futam | Összesítés | Összesítés |
| Versenyző           | Versenyszám      | Idő      | Hely.    | Idő      | Hely.    | Idő        | Helyezés   |
| ------------------- | ---------------- | -------- | -------- | -------- | -------- | ---------- | ---------- |
| Ieva Januškevičiūtė | Óriás-műlesiklás | 1:26,38  | 62.      | 1:20,64  | 53.      | 2:47,02    | 54.        |
| Ieva Januškevičiūtė | Műlesiklás       | 57,30    | 47.      | 57,25    | 43.      | 1:54,55    | 43.        |

## Biatlon
Férfi
| Versenyző        | Versenyszám            | Időeredmény | Lövőhiba    | Helyezés |
| ---------------- | ---------------------- | ----------- | ----------- | -------- |
| Tomas Kaukėnas   | 10 km sprint           | 24:23,5     | 1 (0+1)     | 17.      |
| Tomas Kaukėnas   | 12,5 km üldözőverseny  | 34:31,8     | 2 (0+0+1+1) | 13.      |
| Tomas Kaukėnas   | 20 km egyéni indításos | 55:38,4     | 6 (0+2+1+3) | 78.      |
| Tomas Kaukėnas   | 15 km tömegrajtos      | 38:58,0     | 5 (2+0+2+1) | 30.      |
| Vytautas Strolia | 10 km sprint           | 25:32,4     | 2 (1+1)     | 49.      |
| Vytautas Strolia | 12,5 km üldözőverseny  | 37:47,3     | 4 (1+0+2+1) | 43.      |
| Vytautas Strolia | 20 km egyéni indításos | 56:27,0     | 6 (0+2+1+3) | 82.      |

Női
| Versenyző           | Versenyszám            | Időeredmény | Lövőhiba    | Helyezés |
| ------------------- | ---------------------- | ----------- | ----------- | -------- |
| Natalija Kočergina  | 7,5 km sprint          | 25:16,2     | 5 (1+4)     | 80.      |
| Natalija Kočergina  | 15 km egyéni indításos | 45:09,1     | 1 (0+0+1+0) | 30.      |
| Diana Rasimovičiūtė | 7,5 km sprint          | 24:00,8     | 1 (1+0)     | 65.      |
| Diana Rasimovičiūtė | 15 km egyéni indításos | 49:53,3     | 5 (1+2+0+2) | 75.      |

Vegyes
| Versenyző                                                              | Versenyszám  | Időeredmény | Lövőhiba | Helyezés      |
| ---------------------------------------------------------------------- | ------------ | ----------- | -------- | ------------- |
| Natalija Kočergina Diana Rasimovičiūtė Tomas Kaukėnas Vytautas Strolia | Vegyes váltó | lekörözték  | 8 (4+4)  | nem ért célba |

## Sífutás
Távolsági
Férfi
| Versenyző          | Versenyszám | Klasszikus | Klasszikus | Szabad     | Szabad     | Összesen   | Összesen   |
| Versenyző          | Versenyszám | Idő        | Hely.      | Idő        | Hely.      | Idő        | Helyezés   |
| ------------------ | ----------- | ---------- | ---------- | ---------- | ---------- | ---------- | ---------- |
| Mantas Strolia     | 15 km       |            |            |            |            | 40:31,4    | 90.        |
| Mantas Strolia     | 30 km       | 47:04,4    | 65.        | lekörözték | lekörözték | lekörözték | lekörözték |
| Mantas Strolia     | 50 km       |            |            |            |            | lekörözték | lekörözték |
| Modestas Vaičiulis | 15 km       |            |            |            |            | 40:53,0    | 92.        |

Női
| Versenyző         | Versenyszám | Idő     | Helyezés |
| ----------------- | ----------- | ------- | -------- |
| Marija Kaznačenko | 10 km       | 30:44,2 | 73.      |

Sprint
| Versenyző                         | Versenyszám         | Selejtező | Selejtező | Negyeddöntő | Negyeddöntő | Elődöntő | Elődöntő | Döntő   | Helyezés |
| Versenyző                         | Versenyszám         | Idő       | Hely.     | Idő         | Hely.       | Idő      | Hely.    | Idő     | Helyezés |
| --------------------------------- | ------------------- | --------- | --------- | ----------- | ----------- | -------- | -------- | ------- | -------- |
| Mantas Strolia                    | Férfi egyéni sprint | 3:31,11   | 61.       | kiesett     | kiesett     | kiesett  | kiesett  | kiesett | 61.      |
| Modestas Vaičiulis                | Férfi egyéni sprint | 3:21,10   | 42.       | kiesett     | kiesett     | kiesett  | kiesett  | kiesett | 42.      |
| Mantas Strolia Modestas Vaičiulis | Férfi csapatsprint  |           |           |             |             | 17:41,73 | 12.      | kiesett | 21.      |